# Đường cao tốc nhánh Jungbu Naeryuk
| Các tuyến đường cao tốc trước năm 2001 (Điểm xuất phát tính trước ngày 24/08/2001) | Các tuyến đường cao tốc trước năm 2001 (Điểm xuất phát tính trước ngày 24/08/2001) | Các tuyến đường cao tốc trước năm 2001 (Điểm xuất phát tính trước ngày 24/08/2001) |
| ---------------------------------------------------------------------------------- | ---------------------------------------------------------------------------------- | ---------------------------------------------------------------------------------- |
| Kí hiệu tuyến đường Năm sử dụng                                                    |                                                                                    |                                                                                    |
| Năm 1983 ~ 1997                                                                    | Năm 1997 ~ 2001                                                                    |                                                                                    |
| Tên tuyến đường                                                                    | Đường cao tốc Guma (Đường cao tốc số 7)                                            | Đường cao tốc Guma (Đường cao tốc số 7)                                            |
| Điểm bắt đầu                                                                       | Buk-gu, Daegu                                                                      | Buk-gu, Daegu                                                                      |
| Điểm kết thúc                                                                      | Masan-si, Gyeongsangbuk-do                                                         | Masan-si, Gyeongsangbuk-do                                                         |

Tuyến nhánh Đường cao tốc Jungbu Naeryuk (tiếng Hàn: 중부내륙고속도로지선; Hanja: 中部內陸高速道路支線; Romaja: Jungbu Naeryuk Gosok Doro Jiseon) là đường cao tốc ở Hàn Quốc có số tuyến là 451 bắt đầu ở Dalseong-gun, Daegu và kết thúc ở Buk-gu, Daegu. Đây là một tuyến nhánh của Đường cao tốc Jungbu Naeryuk trước đó, đường cao tốc này có tên là Đường cao tốc Guma tuy nhiên vào năm 2008 nó được đổi tên thành Tuyến nhánh Đường cao tốc Jungbu Naeryuk.

## Chi tiết tuyến đường

### Số làn đường
- Hyeonpung JC ~ Okpo JC: Khứ hồi 4 làn xe
- S.Daegu IC ~ W.Daegu IC: Khứ hồi 6 làn xe
- Hwawon-Okpo IC ~ S.Daegu IC, W.Daegu IC ~ Geumho JC: Khứ hồi 8 làn xe
- Okpo JC ~ Hwawon-Okpo IC: Khứ hồi 10 làn xe

### Tổng chiều dài
- 30 km

### Tốc độ giới hạn
- Tối đa 100 km/h, tối thiểu 50 km/h

### Đường hầm
| Tên hầm        | Vị trí                                     | Chiều dài | Năm hoàn thành | Ghi chú                                   |
| -------------- | ------------------------------------------ | --------- | -------------- | ----------------------------------------- |
| Hầm Dalseong 2 | Bonri-ri, Nongong-eup, Dalseong-gun, Daegu | 993m      | 1995           | Hướng đi Daegu                            |
| Hầm Dalseong 2 | Bonri-ri, Nongong-eup, Dalseong-gun, Daegu | 969m      | 1995           | Hướng đi Hyeonpung                        |
| Hầm Dalseong   | Bonri-ri, Nongong-eup, Dalseong-gun, Daegu | 565m      | 1997           | Đoạn đường cao tốc cũ Lối vào Dalseong IC |
| Hầm Dalseong 1 | Songchon-ri, Okpo-eup, Dalseong-gun, Daegu | 1,387m    | 1995           | Hướng đi Daegu                            |
| Hầm Dalseong 1 | Songchon-ri, Okpo-eup, Dalseong-gun, Daegu | 1,362m    | 1995           | Hướng đi Hyeonpung                        |

## Nút giao thông · Giao lộ
- IC: Nút giao thông, JC: Giao lộ, TG: Trạm thu phí, SA: Khu vực dịch vụ.
- Đơn vị đo khoảng cách là km.

| Số                                                 | Tên                                                | Tên                                                | Khoảng cách                                        | Tổng khoảng cách                                   | Kết nối | Vị trí                                             | Vị trí                                             | Ghi chú                                                                                         |
| Số                                                 | Tiếng Anh                                          | Hangul                                             | Khoảng cách                                        | Tổng khoảng cách                                   | Kết nối | Vị trí                                             | Vị trí                                             | Ghi chú                                                                                         |
| Kết nối trực tiếp với Đường cao tốc Jungbu Naeryuk | Kết nối trực tiếp với Đường cao tốc Jungbu Naeryuk | Kết nối trực tiếp với Đường cao tốc Jungbu Naeryuk | Kết nối trực tiếp với Đường cao tốc Jungbu Naeryuk | Kết nối trực tiếp với Đường cao tốc Jungbu Naeryuk | Kết nối trực tiếp với Đường cao tốc Jungbu Naeryuk                                                                | Kết nối trực tiếp với Đường cao tốc Jungbu Naeryuk | Kết nối trực tiếp với Đường cao tốc Jungbu Naeryuk | Kết nối trực tiếp với Đường cao tốc Jungbu Naeryuk                                              |
| -------------------------------------------------- | -------------------------------------------------- | -------------------------------------------------- | -------------------------------------------------- | -------------------------------------------------- | --- | -------------------------------------------------- | -------------------------------------------------- | ----------------------------------------------------------------------------------------------- |
| 1                                                  | Hyeonpung JC                                       | 현풍 분기점                                        | -                                                  | 0.00                                               | Đường cao tốc Jungbu Naeryuk                                                                                      | Daegu                                              | Dalseong-gun                                       | Trong trường hợp hướng Hyeonpung, không thể vào Đường cao tốc Jungbu Naeryuk (hướng Yangpyeong) |
| 1                                                  | Hyeonpung                                          | 현풍                                               | -                                                  | 0.00                                               | Gukgasandanbuk-ro ( Quốc lộ 5 (Biseul-ro)) (Tỉnh lộ 67 (Biseul-ro))                                               | Daegu                                              | Dalseong-gun                                       |                                                                                                 |
| SA                                                 | Hyeonpung SA                                       | 현풍휴게소                                         |                                                    |                                                    | | Daegu                                              | Dalseong-gun                                       | Cả 2 hướng                                                                                      |
| 1-1                                                | N.Hyeonpung                                        | 북현풍                                             | 3.10                                               | 3.10                                               | Quốc lộ 5 (Biseul-ro) Tỉnh lộ 67 (Biseul-ro)                                                                      | Daegu                                              | Dalseong-gun                                       | Nút giao thông chỉ sử dụng Hi-pass Chỉ có thể vào hướng Geumho và ra hướng Hyeonpung            |
| 2                                                  | Dalseong                                           | 달성                                               | 9.30                                               | 12.40                                              | Nongong-ro·Nongongjungang-ro·Nongongjungang-ro 52-gil                                                             | Daegu                                              | Dalseong-gun                                       | Chỉ có thể vào hướng Geumho và ra hướng Hyeonpung Nongonggongdan IC cũ                          |
| 3                                                  | Okpo JC                                            | 옥포 분기점                                        | 2.93                                               | 15.33                                              | Đường cao tốc Gwangju–Daegu                                                                                       | Daegu                                              | Dalseong-gun                                       | Trong trường hợp hướng Geumho, không thể vào Đường cao tốc Gwangju–Daegu (hướng Gwangju)        |
| 4                                                  | Hwawon-Okpo                                        | 화원옥포                                           | 1.82                                               | 17.15                                              | Quốc lộ 5 (Biseul-ro) Quốc lộ 26 (Biseul-ro) Biseul-ro 468-gil                                                    | Daegu                                              | Dalseong-gun                                       | Hwawon IC cũ                                                                                    |
| 5                                                  | Yucheon                                            | 유천                                               | 2.95                                               | 20.10                                              | Tuyến đường thành phó Daegu số 10 (Dalseo-daero) Seongcheon-ro                                                    | Daegu                                              | Dalseo-gu                                          | Nút giao thông chỉ sử dụng Hi-pass Chỉ có thể vào hướng Geumho và ra hướng Hyeonpung            |
| 6                                                  | S.Daegu                                            | 남대구                                             | 3.14                                               | 23.24                                              | Tuyến đường thành phố Daegu số 11 (Sincheon-daero) Tuyến đường thành phố Daegu số 28 (Guma-ro·Seongseogongdan-ro) | Daegu                                              | Dalseo-gu                                          | Chỉ có thể vào hướng Hyeonpung và ra hướng Geumho                                               |
| 8                                                  | W.Daegu                                            | 서대구                                             | 4.86                                               | 28.10                                              | Tuyến đường thành phố Daegu số 11 (Sincheon-daero) Tuyến đường thành phố Daegu số 54 (Bukbisan-ro)                | Daegu                                              | Seo-gu                                             | Chỉ có thể vào hướng Geumho và ra hướng Hyeonpung Ihyeon JC cũ                                  |
| 9                                                  | Geumho JC                                          | 금호 분기점                                        | 1.90                                               | 30.00                                              | Đường cao tốc Gyeongbu Đường cao tốc Jungang                                                                      | Daegu                                              | Buk-gu                                             |                                                                                                 |
| Kết nối trực tiếp với Đường cao tốc Jungang        |                                                    |                                                    |                                                    |                                                    | |                                                    |                                                    |                                                                                                 |

## Khu vực đi qua
Daegu
- Dalseong-gun (Hyeonpung-eup - Nongong-eup - Okpo-eup - Hwawon-eup) - Dalseo-gu (Daecheon-dong - Wolam-dong - Wolseong-dong - Bonri-dong - Janggi-dong - Yongsan-dong) - Seo-gu (Jungri-dong - Sangni-dong) - Buk-gu Geumho-dong

## Liên kết
- MOLIT Chính phủ Hàn Quốc, Bộ nhà đất, hạ tầng và giao thông vận tải Hàn Quốc